# Скулптура на лъв (Царевец)
Скулптурата на лъв, намираща се на входа на крепостта Царевец, е първият траен паметен знак, отбелязващ освобождението на Велико Търново от османско владичество. През годините е подменян, като първият лъв е поставен през 1918 г. по повод 10-годишнината от обявяването на независимостта на България.

## Местоположение
Паметникът се намира от лявата страна на първата порта на замъка Царевец в Архитектурно-музеен резерват „Царевец“.

## История
Изборът на Велико Търново за място, в което да се извърши държавният акт на поставяне на символично обвързания паметник лъв не е случаен.
| „                                | Е, господин Малинов, най-после дългоочакваният ден от Вас и мен, от целия български народ дойде. Решението, което взехме в Карпатите, време е да турим в изпълнение. Намислил съм това да сторим във В. Търново, старата столица на българските царе. | “ |
| Из спомени на Александър Малинов | |   |

## Композиция
Паметникът представлява лъв, който с левия си крак придържа отбранителен щит.
От четирите страни на постамента са изписани важни исторически години:
- 1877 – на северната (челна) страна – годината на освобождение на Търново
- 1186 – на южната страна – годината, в която Асен и Петър започват да се борят за възстановяването на България; и 1393 година – падането на българското царство и Търново под османска власт
- 1230 – на западната страна – годината, в когато се е състояла битката при Клокотница; 1398 година, когато окончателно България е под турско владичество.
- 1918 – на източната страна – годината, в която паметникът е издигнат

## Версии на паметника
Паметникът е подменян през годините и има три различни статуи върху един и същи постамент.

### Първи лъв
Първата скулптурна фигура на лъв на входа на Царевец е по проект на художника Димитър Багрилов (роден във Велико Търново 16 октомври 1866 г.). Има изключителни заслуги като творец, общественик и дарител. Негов е проектът и изработването на първия герб на Велико Търново от 1921 г.
Поставеният през 1918 г. лъв е изработен от цимент върху постамент от дялани каменни блокове. Вероятно този материал с годините е довел до лошото му физическо състояние и е премахнат през 1935 г.

### Втори лъв
През 1936 г. на същия постамент е поставена втората скулптура на същия лъв, изработена от бял арбанашки камък. Проектът на Димитър Багрилов е реализиран от италианския каменоделец Пиетро Сакети. По сведения на очевидци Сакети изчуква лъвската фигура на Каменарската чешма край Арбанаси.
Има разминаване в годината на премахване на втория паметник според историците изследователи Тодорка Драганова, Тянка Минчева, Кина Панайотова и др. Но всички потвърждават факта, че това се случва след 9 септември 1944 г.

### Трети лъв
Последната скулптурна фигура на лъв на входа на Царевец е поставена на 17 септември 1998 г. по повод 90-ата годишнина от обявяването на Независимостта. Дело е на проф. Ненко Маров, преподавател във ВТУ „Св. св. Кирил и Методий“, в съавторство с неговите студенти Владимир Памихов, Диан Кьосемарлиев и Гюнай Алиев.
Настоящият паметник е изработен от бял врачански пясъчник, изваден от кариерата край село Царевец. Проф. Маров твърди, че камъкът е мек и с времето става все по-здрав, защото се калцира. Лъвът тежи 3,5 т и е висок 165 см. Той е с 30 см по-висок от своя прототип. За модел са послужили 15 запазени снимки на първия бетонен лъв.
На 17 септември паметникът минава триумфално по главната улица на Велико Търново, натоварен на камион от Факултета по изобразително изкуство до входа на Царевец, където е монтиран. Официално е открит на 22 септември 1998 г. от тогавашния председател на Народното събрание Йордан Соколов.

## Символика
От дълбока древност до днешни дни лъвът олицетворява власт и сила, символ на държавната мощ. В българската митология символизира благоразумие, справедливост, спокойствие и благородство.